# Josef Loos
Josef Loos, češki hokejist, * 13. marec 1888, Praga, Češka, † 15. februar 1955, Praga.
Loos je bil hokejist kluba Slavija Praga, za češko (bohemsko) reprezentanco je nastopil na enem evropskem prvenstvu, kjer je dosegel zlato medaljo, za češkoslovaško reprezentanco pa na enih olimpijskih igrah, kjer je bil dobitnik bronaste medalje.
Tudi njegov brat Vilém je bil hokejist. 